# 舒弗拉漢卡
49°41′13″N 23°50′13″E / 49.68694°N 23.83694°E
舒弗拉漢卡（羅馬化：Shufrahanka）是烏克蘭西部的村莊，隸屬利維夫州的利維夫區。該村始建於1946年，面積0.13平方公里，海拔高度281米，2001年人口45，人口密度每平方公里346.15人。